# Argenbühl
Argenbühl ist eine Gemeinde im Landkreis Ravensburg in Baden-Württemberg. 

## Geographie

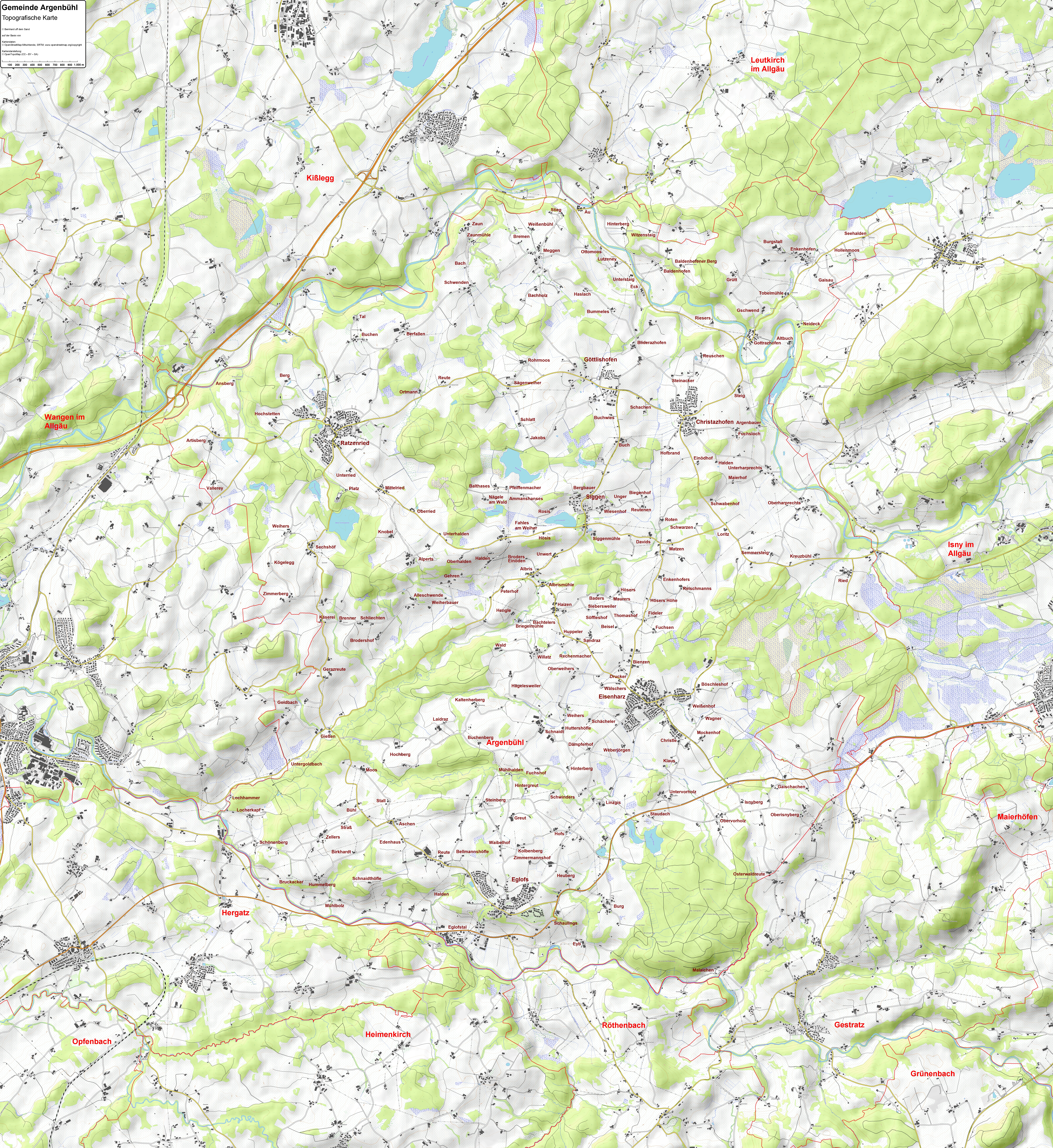
Topografische Karte der Gemeinde Argenbühl

### Lage
Die Gemeinde liegt im Württembergischen Allgäu zwischen den Städten Wangen und Isny. Die Quellflüsse der Argen, die Untere und die Obere Argen, bilden zum Teil die Gemeindegrenze. Die höchste Erhebung ist bei Isnyberg (Ortsteil Eglofs) mit 761,9 m ü. NHN.

### Gemeindegliederung
Die Gemeinde besteht aus folgenden Ortschaften mit den zugehörigen Wohnplätzen.
- Christazhofen (1014 Einwohner, 15,44 km²)
- Eglofs (1771 Einwohner, 23,40 km²)
- Eisenharz (1699 Einwohner, 13,38 km²)
- Göttlishofen (486 Einwohner, 7,22 km²)
- Ratzenried (1428 Einwohner, 13,77 km²)
- Siggen (218 Einwohner, 3,17 km²)

Zur Gemeinde gehören ferner nahezu 200 weitere Dörfer, Weiler und Einzelhöfe:
Albris, Albrismühle, Alleschwende, Alperts, Altbuch, Ammanshanses, Ansberg, Argenbauer, Artisberg, Aschen, Au, Bach, Bachholz, Bachtelers, Baders, Baldenhofen, Baldenhofener Berg, Balthases, Beisel, Bellmannshöfle, Berfallen, Berg, Bergbauer, Biegenhof, Bienzen, Birkhardt, Bliderazhofen, Böschleshof, Bremen, Brenner, Briegelsmühle, Broders Einöden, Brodershof, Bruckacker, Buch, Buchen, Buchenberg, Buchwies, Bühl, Bummeles, Burg, Burgstall, Christle, Dämpferhof, Davids, Drucker, Eck, Edenhaus, Eglofstal, Einödhof, Enkenhofen, Enkenhofers, Eyb, Fahles am Weiher, Fideler, Fuchsen, Fuchshof, Fuchsloch, Gaisau, Gaischachen, Gehren, Gerazreute, Gießen, Goldbach, Gottrazhofen, Greut, Grütt, Gschwend, Hägelesweiler, Haizen, Halden (bei Christazhofen), Halden (bei Eglofs), Halden (bei Siggen), Haslach, Hengle, Heuberg, Hinterberg (bei Eisenharz), Hinterberg (bei Göttlishofen), Hintergreut, Hochberg, Hochstetten, Hofbrand, Hofs, Hollenmoos, Hösers, Hummelberg, Huppeler, Huttershöfle, Isnyberg, Jakobs, Kaltenherberg, Käserei, Klaus, Knobel, Kögelegg, Kolbenberg, Kreuzbühl, Laidraz, Linzgis, Locherkapf, Lochhammer, Loritz, Lutzeney, Maierhof, Malaichen, Matzen, Maurers, Meggen, Mittelried, Mockenhof, Moos, Mühlbolz, Mühlhalden, Nägele am Wald, Neideck, Oberhalden, Oberharprechts, Oberisnyberg, Oberried, Obervorholz, Oberweihers, Osterwaldreute, Ottomoos, Peterhof, Pfeiffenmacher, Platz, Rechenmacher, Reischmanns, Reuschen, Reute (bei Eglofs), Reute (bei Ratzenried), Reutenen, Ried, Riesers, Rohrmoos, Rosis, Roten, Sägenweiher, Sandraz, Schächeler, Schachen, Schaulings, Schlatt, Schliechten, Schnaidt, Schnaidthöfle, Schönenberg, Schwabenhof, Schwarzen, Schwenden, Schwinders, Sechshöf, Seehalden, Semmersteig, Siebersweiler, Siggenmühle, Söffleshof, Stall, Staudach, Steig, Steinacker, Steinberg, Stieg, Straß, Tal, Thomashof, Tobelmühle, Unger, Untergoldbach, Unterhalden, Unterharprechts, Unterried, Unterstaig, Untervorholz, Unwert, Vallerey, Wagner, Waibelhof, Wald, Wälschers, Weberjörgen, Weiherbauer, Weihers (bei Eisenharz), Weihers (bei Ratzenried), Weißenbühl, Weißenhof, Wiesenhof, Willatz, Witzenstaig, Zaun, Zaunmühle, Zellers, Zimmerberg und Zimmermannshof.
Einwohner Argenbühl insgesamt: 6836 (Stand 31. Dezember 2022)

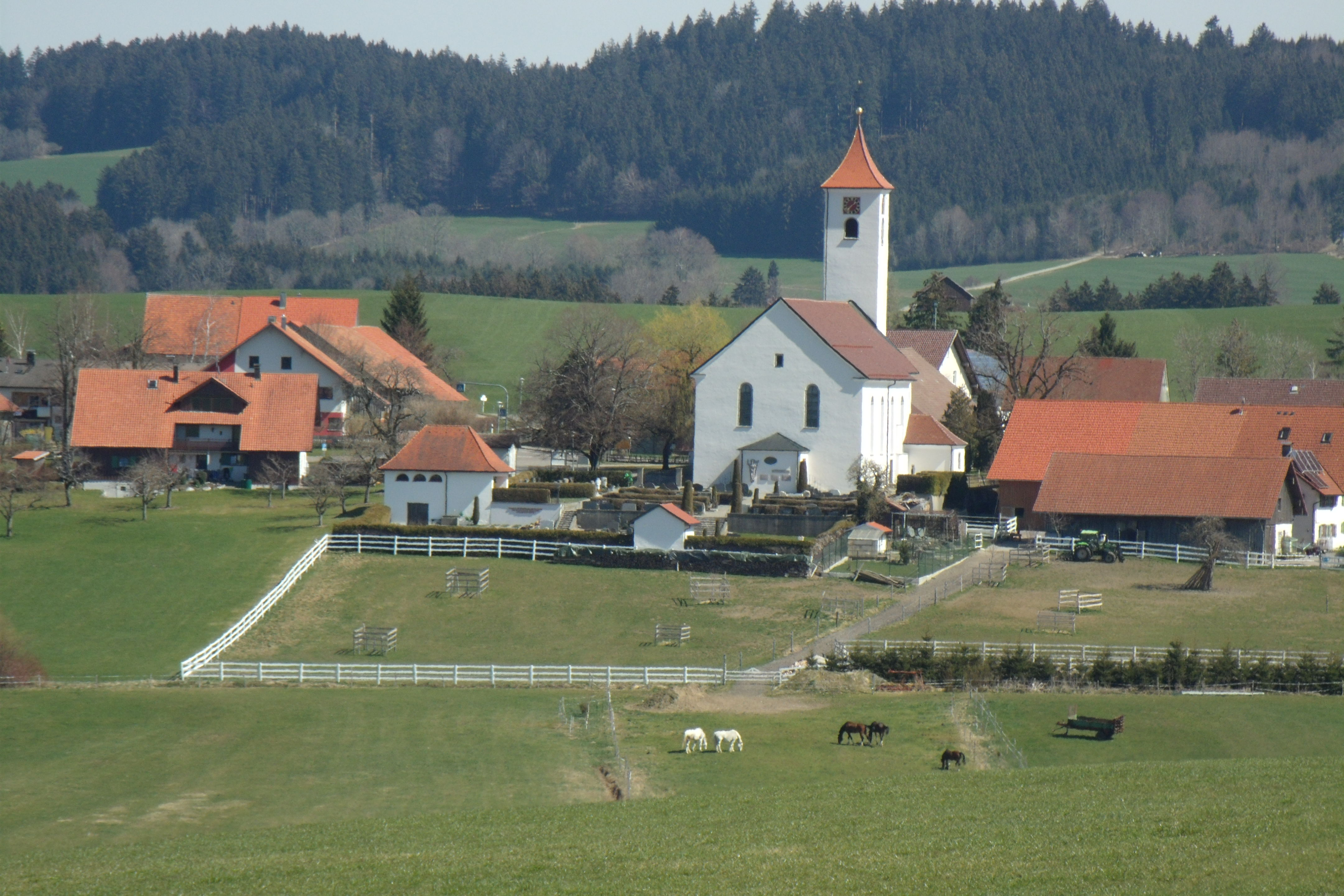
Christazhofen
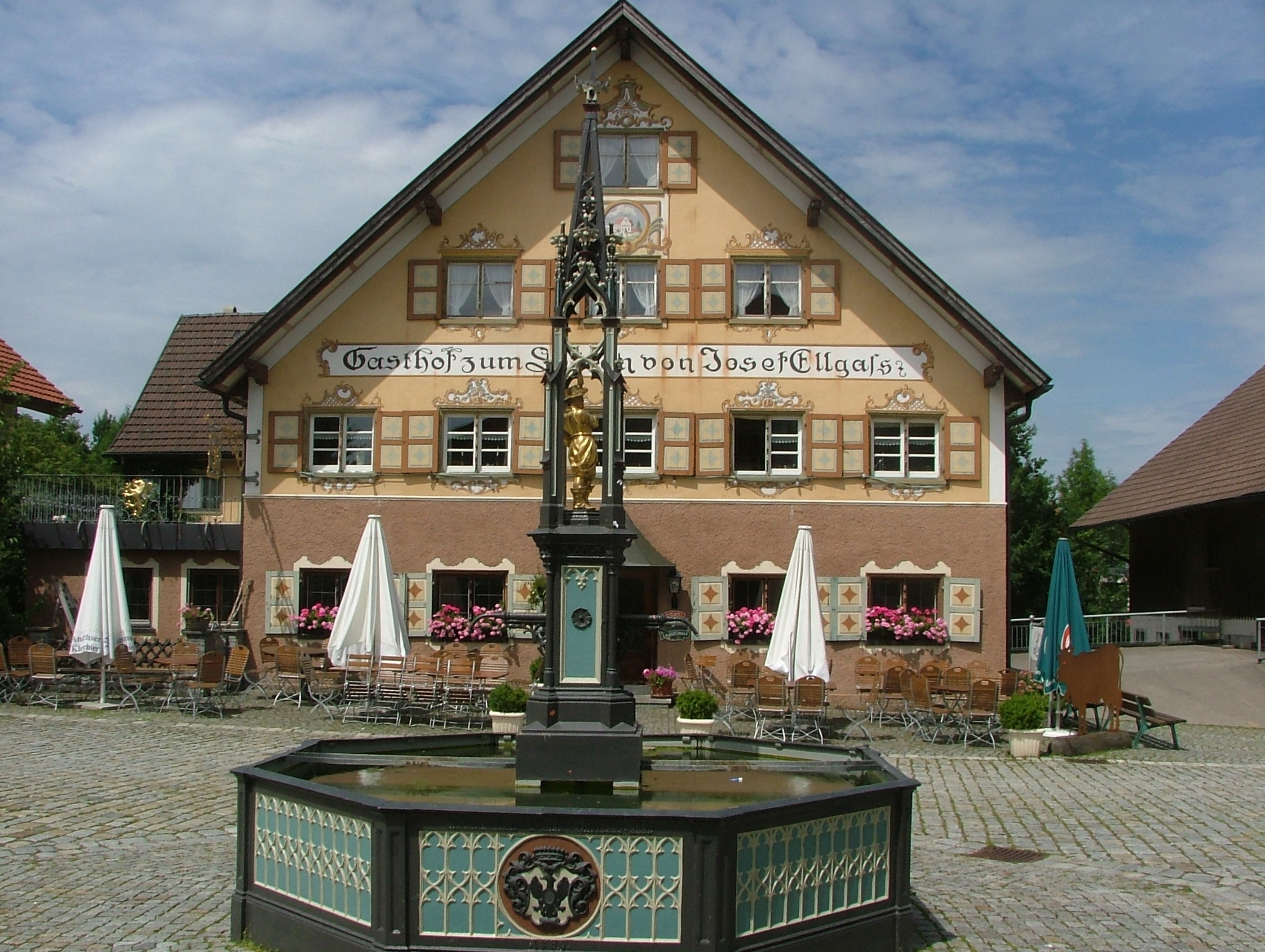
Eglofs
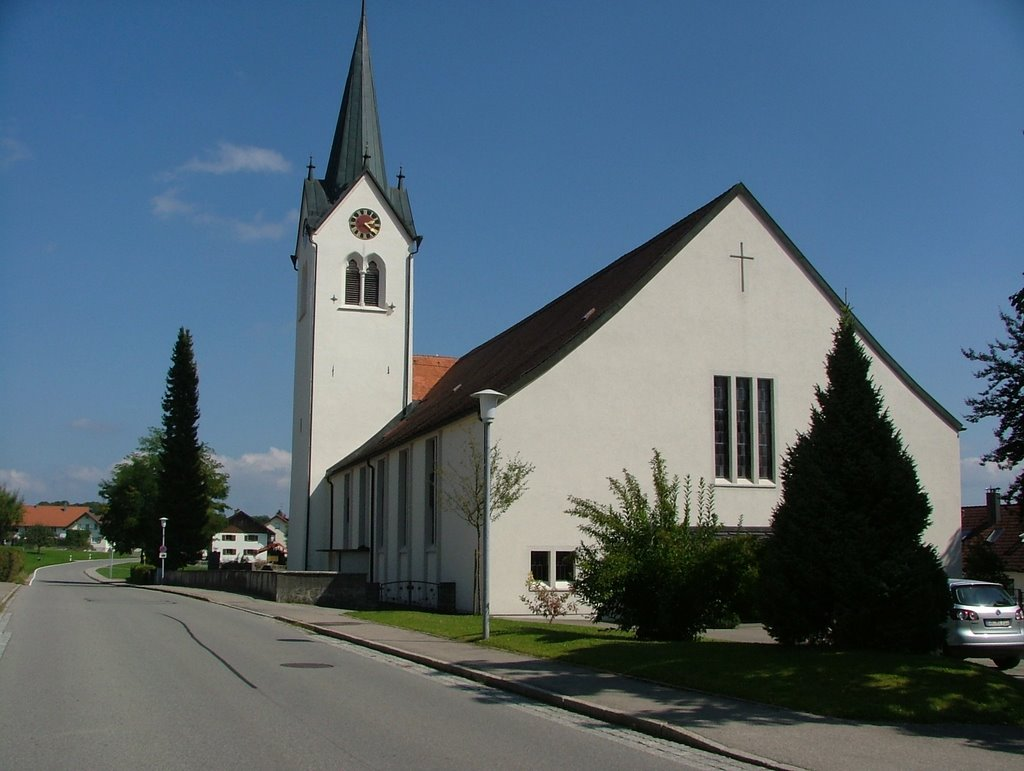
Eisenharz
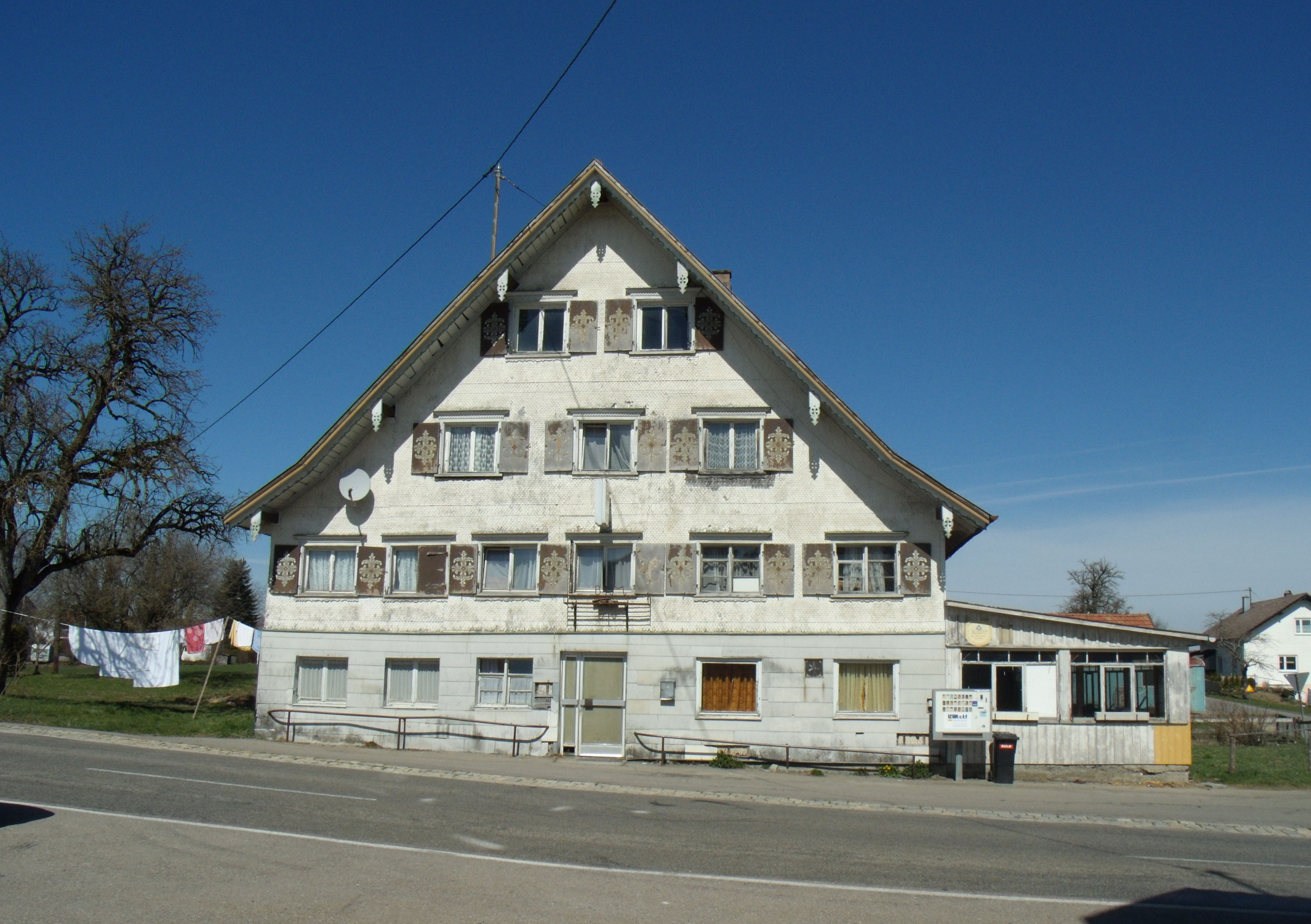
Göttlishofen
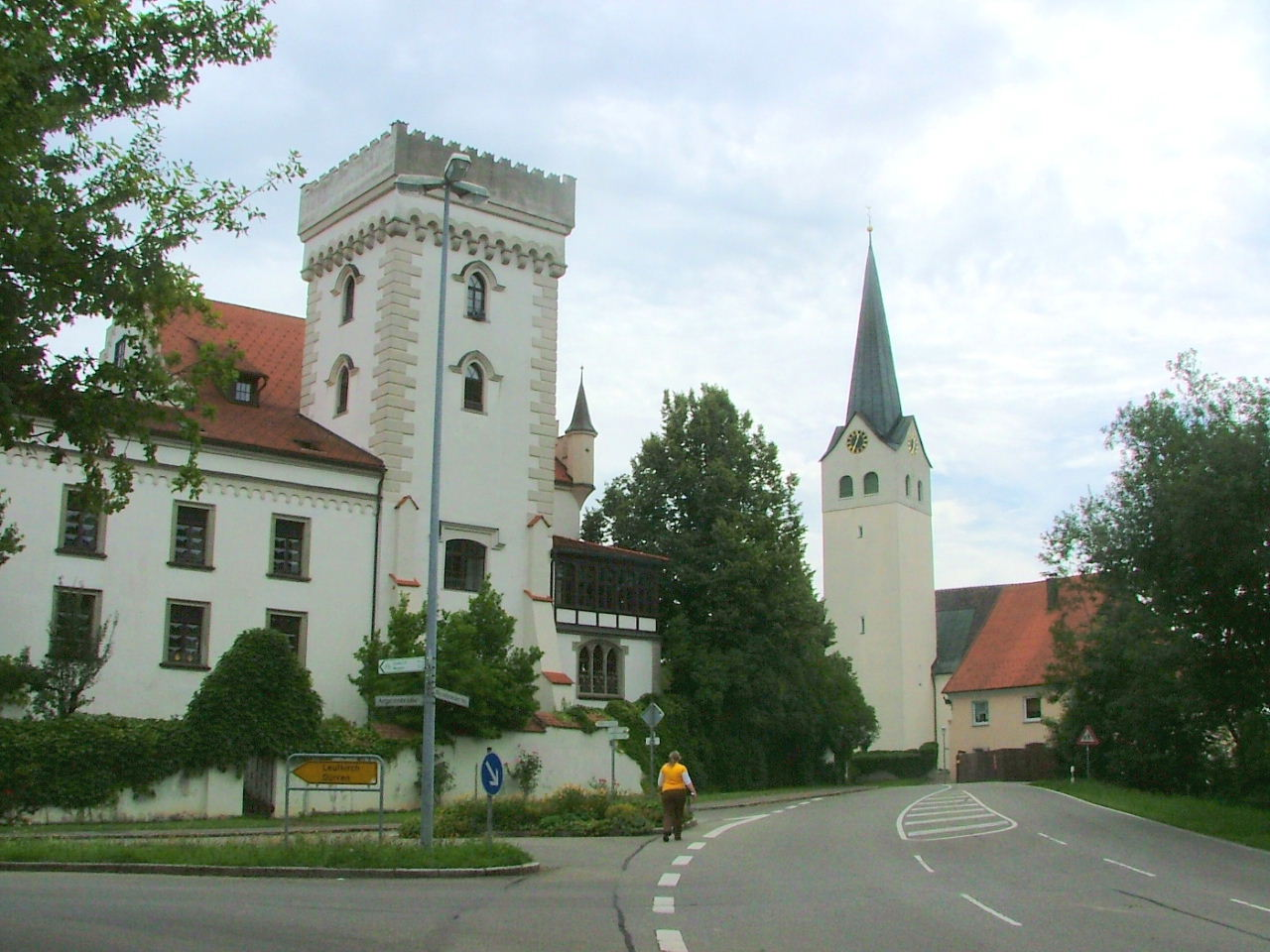
Ratzenried
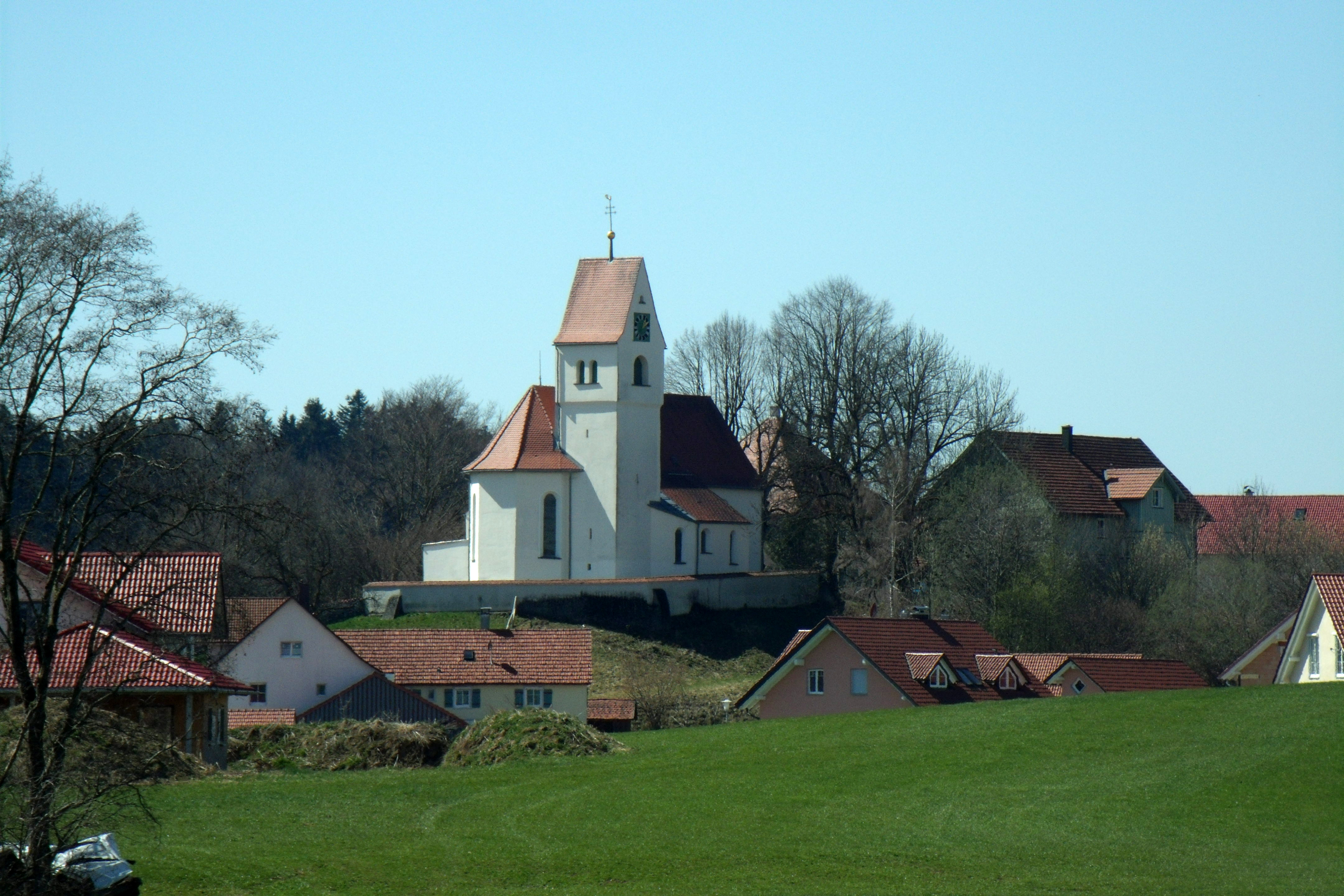
Siggen

### Nachbargemeinden
| Kißlegg          |                                             | Leutkirch im Allgäu |
| Wangen im Allgäu | Kompassrose, die auf Nachbargemeinden zeigt | Isny im Allgäu      |
| Heimenkirch      | Röthenbach (Allgäu)                         | Gestratz            |

## Geschichte
Die Gemeinde entstand am 1. Januar 1972 durch den Zusammenschluss der zuvor selbständigen Gemeinden Christazhofen, Eglofs, Eisenharz, Göttlishofen, Ratzenried und Siggen.
Der Name Argenbühl ist eine Zusammensetzung aus Argen und Bühl. Der zweite Teil des Namens Bühl (=Hügel) soll die hügelige Landschaft zum Ausdruck bringen, in der die Gemeinde liegt. Ihre Geschichte ist in der Beschreibung des Oberamts Wangen von 1841 sehr ausführlich geschildert. 1810 wurden alle vorgenannten Gemeinden dem Oberamt Wangen im Königreich Württemberg zugeordnet. Die Verwaltungsreform während der NS-Zeit in Württemberg führte 1938 zur Zugehörigkeit zum Landkreis Wangen. 1945 fielen die Orte in die Französische Besatzungszone und kamen somit zum neu gegründeten Land Württemberg-Hohenzollern, welches 1952 im Land Baden-Württemberg aufging.
1973 erfolgte die Kreisreform in Baden-Württemberg, bei der Argenbühl dem Landkreis Ravensburg zugeordnet wurde.
| Christazhofen | - Christazhofen gehörte jahrhundertelang zur Herrschaft Trauchburg, das zunächst den Grafen von Veringen gehörte. Daher führt Christazhofen das veringische Hirschgeweih im Wappen. Anschließend kam es in den Besitz den Grafen und später der Fürsten von Waldburg-Zeil und Trauchburg. |
| Eglofs        | - Eglofs, gelegentlich auch als Meglofs und Megletz beurkundet, kann sich rühmen, lange Zeit keine Herrschaft außer dem Kaiser über sich gehabt zu haben. 1661 wurde Eglofs den Grafen von Abensperg und Traun überlassen und 1804 von den Fürsten Windisch-Graetz gekauft. 1806 wurde das Gebiet um Eglofs dem Königreich Württemberg zugesprochen. |
| Eisenharz     | - Eisenharz kam 1301 durch Kauf in den Besitz der Truchsessen von Waldburg und letztlich wie Christazhofen zur Herrschaft Trauchburg. |
| Göttlishofen  | - Göttlishofen kam vergleichbar Eglofs an die Fürsten von Windisch-Grätz. |
| Siggen        | - Siggen kam ebenfalls vergleichbar Eglofs an die Fürsten von Windisch-Grätz. |
| Ratzenried    | - Ratzenried war eine ehemals reichsritterschaftliche Herrschaft, die im 14. Jahrhundert ausstarb. Mehrfach änderten sich danach die Besitzverhältnisse, lange Zeit war der Ort geteilt, was zwei Burganlagen, die parallel existierten, bezeugen. Zuletzt erbte 1813 Paul Joseph von Beroldingen Ratzenried. 1806 kam das Gebiet an das Königreich Bayern, doch schon 1810 auf Grund des Grenzvertrags von 1810 ebenfalls an Württemberg. siehe auch Burg Ratzenried, Burg Neideck, Burg Schwenden, Burg Valleray |

## Religionen
In Argenbühl gibt es sechs römisch-katholische Gemeinden. Für die wenigen evangelisch-lutherischen Gläubigen ist die Kirchengemeinde in Wangen im Allgäu zuständig.

## Politik

### Gemeinderat
In Argenbühl wird der Gemeinderat nach dem Verfahren der unechten Teilortswahl gewählt. Dabei kann sich die Zahl der Gemeinderäte durch Überhangmandate verändern. Der Gemeinderat besteht aus den 16 gewählten ehrenamtlichen Gemeinderäten und dem Bürgermeister als Vorsitzendem. Der Bürgermeister ist im Gemeinderat stimmberechtigt. 
Die Kommunalwahl am 9. Juni 2024 führte zu folgendem Ergebnis:
| 0Partei                                    | Stimmen | Sitze | Ergebnis 2019    |
| CDU                                        | 64,76 % | 11    | 65,8 %, 11 Sitze |
| Die Unabhängigen (UA)                      | 30,41 % | 5     | 34,2 %, 5 Sitze  |
| Bündnis 90/Die Grünen                      | 2,04 %  | –     | nicht angetreten |
| Mit Köpfchen & Weitblick für unsere Kinder | 2,80 %  | –     | nicht angetreten |

### Bürgermeister
Im Juni 2015 wurde Roland Sauter mit 53,2 Prozent der Stimmen zum Nachfolger von Josef Köberle gewählt; dieser hatte das Amt seit 1996 bekleidet. Im Juni 2023 wurde Sauter mit 98 Prozent der Stimmen für eine zweite Amtszeit wiedergewählt.

### Wappen
| Wappen der Gemeinde Argenbühl | Blasonierung: „In Gold (Gelb) ein schwarzer Adler mit einem grünen Lindenzweig im Schnabel.“ |
| Wappen der Gemeinde Argenbühl | Wappenbegründung: Die Gemeinde ist am 1. Januar 1972 durch Vereinigung von Christazhofen, Eglofs, Eisenharz, Göttlishofen, Ratzenried und Siggen gebildet worden. Während fünf dieser ehemaligen Gemeinden erst im 20. Jahrhundert Wappen festgelegt hatten, konnte Eglofs die Tradition seines Wappens auf das in Abdrücken seit 1474 überlieferte Siegel der „Bürger in Eglofs“ zurückführen. Bei den Bürgern der nach ihrem Mittelpunkt Eglofs genannten Grafschaft handelte es sich um eine Gemeinschaft freier Leute, der König Rudolf von Habsburg 1282 Lindauer Stadtrecht verlieh. Aus diesem Grunde trägt der Reichsadler des Wappens einen Zweig der Linde, nämlich der Lindauer Wappenfigur, im Schnabel. An diese Überlieferung knüpfte die neue Gemeinde Argenbühl an, die in mancher Hinsicht als Nachfolgerin der Selbstverwaltungsorgane der auch im weiteren Umkreis ihres Teilsorts Eglofs ansässig gewesenen Freien angesehen werden kann. Das Innenministerium hat das Wappen und die Flagge am 23. Februar 1973 verliehen. |

Wappen der ehemals eigenständigen Gemeinden

Christazhofen
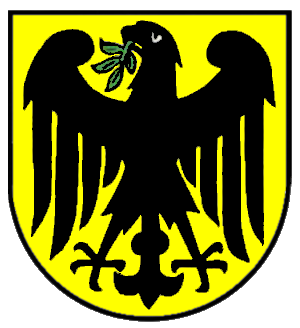
Eglofs
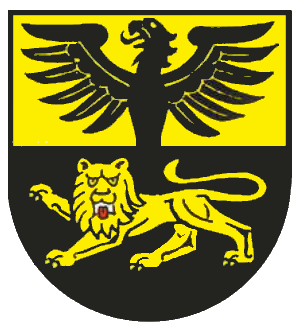
Eisenharz
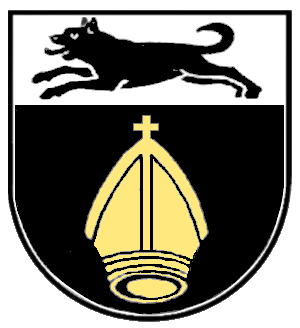
Göttlishofen
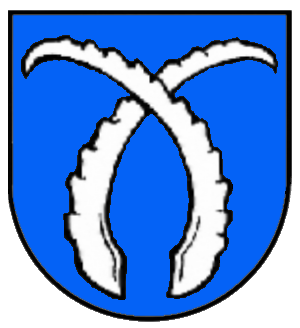
Ratzenried
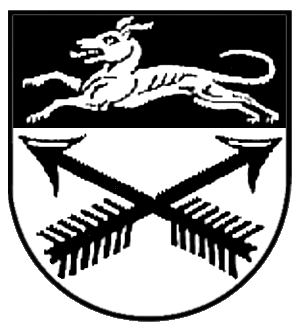
Siggen

### Gemeindepartnerschaften
- Gemeinde Capannoli, Toskana, Italien
- Gemeinde Cieszanów, Karpatenvorland, Polen
- Ortsteil Berbisdorf von Radeburg, Sachsen

Capannoli und Cieszanów sind auch miteinander eine Partnerschaft eingegangen.

## Wirtschaft und Infrastruktur

### Verkehr
Die Gemeinde ist durch einige Buslinien mit den umliegenden Städten verbunden, unter anderem mit Leutkirch, Isny im Allgäu und Wangen im Allgäu und gehört dem Bodensee-Oberschwaben Verkehrsverbund (bodo) an. Bei Ratzenried existierte früher (bis in die 90er Jahre) ein Haltepunkt der Bahnstrecke Kißlegg–Hergatz.
Durch Eisenharz und Eglofs führt als Landes-Radfernweg der Oberschwaben-Allgäu-Radweg. Er ist eine Rundstrecke über Ulm und Tettnang und verläuft dabei von Isny kommend durch die Gemeinde und weiter nach Wangen.
Durch Eglofstal verläuft der Bodensee-Königssee-Radweg, welcher in Lindau beginnt und zunächst über Sigmarszell, Hergensweiler und Hergatz nach Eglofstal und weiter über Röthenbach (Allgäu) und Stiefenhofen nach Oberstaufen führt.

### Bildung
Im Primarbereich bestehen die Grundschulen Christazhofen, Eisenharz, Eglofs und Christazhofen.
Im Sekundarbereich gibt es die Gemeinschaftsschule Argenbühl mit Sitz in Eglofs.
Kindergärten in kirchlicher Trägerschaft befinden sich in Christazhofen, Eisenharz, Eglofs und Ratzenried.

## Kultur und Sehenswürdigkeiten

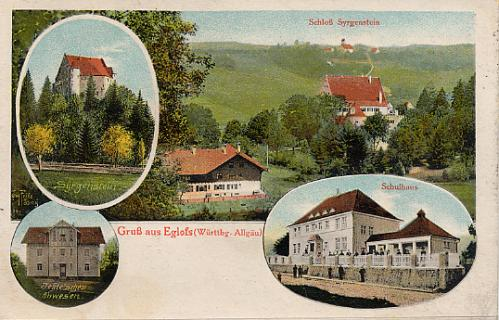
Eglofs um 1900

Die Ortschaft Eglofs liegt an der Oberschwäbischen Barockstraße. Die etwa 475 Kilometer lange Radrunde Allgäu führt durch Eglofs und Eisenharz.

### Museen
Ratzenried beherbergt das Heimatmuseum, während sich in Eglofs das Museum mit Musik, Geschichte und Geologie mit dem Allgäu-Schwäbischen Musikarchiv befindet. In Eisenharz wurde 2009 eine Museumsstube eröffnet, die sich mit der Geschichte des Ortes und der historischen industriellen Milchverwertung durch die Molkerei Wunderlich und die Nestlé AG beschäftigt.

### Gebäude

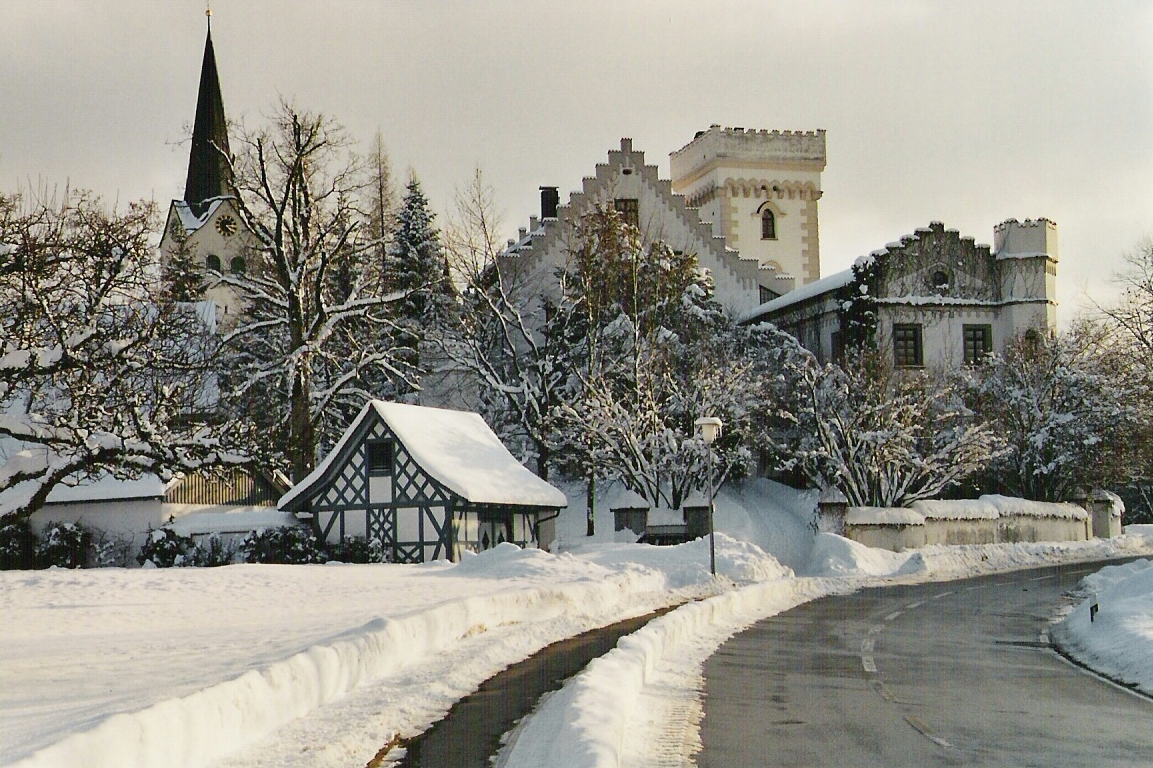
Ratzenried im Winter

- Die Barockkirche in Eglofs liegt an der Oberschwäbischen Barockstraße.
- Schloss Ratzenried, Sitz des Humboldt-Instituts – Verein für Deutsch als Fremdsprache e. V.
- Rundkapelle Eisenharz, mittelalterliche Kapelle und Ziel einer Reiterprozession

### Sonstiges
- Rasenkreuz in Meggen, ein angeblich übernatürlich verursachtes Bodenbild

## Persönlichkeiten

### Söhne und Töchter der Gemeinde
- Gebhard Razenried/Ratzenried (1583–1652), Jesuit, 1621–1631 Rektor des Jesuitenkollegs in Eichstätt, ab 1637 des Jesuitenkollegs in Augsburg[11]
- Basilius Sinner (1718–1777), Benediktiner und Abt im Kloster St. Georg in Isny, geboren in Enkenhofen[12]
- Basilius Sinner (1745–1827), Benediktiner und Erfinder, geboren in Enkenhofen
- Maria von Beroldingen (1853–1942), Malerin, geboren und gestorben in Ratzenried
- Konstantin Rösch (1869–1944), Theologe
- Anton Kulmus (1900–1989), Entwickler und Hersteller landwirtschaftlicher Fahrzeuge
- Anton Morent (1924–2006), Busunternehmer
- Helmut Maucher (1927–2018), Manager (Nestlé)

### Weitere Persönlichkeiten
- Hermann Kinkele (1892–1956), Bürgermeister, Katholik und Pazifist; lebte in Eisenharz
- Melanie Leupolz (* 1994), Fußballspielerin, aufgewachsen in der Ortschaft Ratzenried